# アントウェルペン王立芸術学院

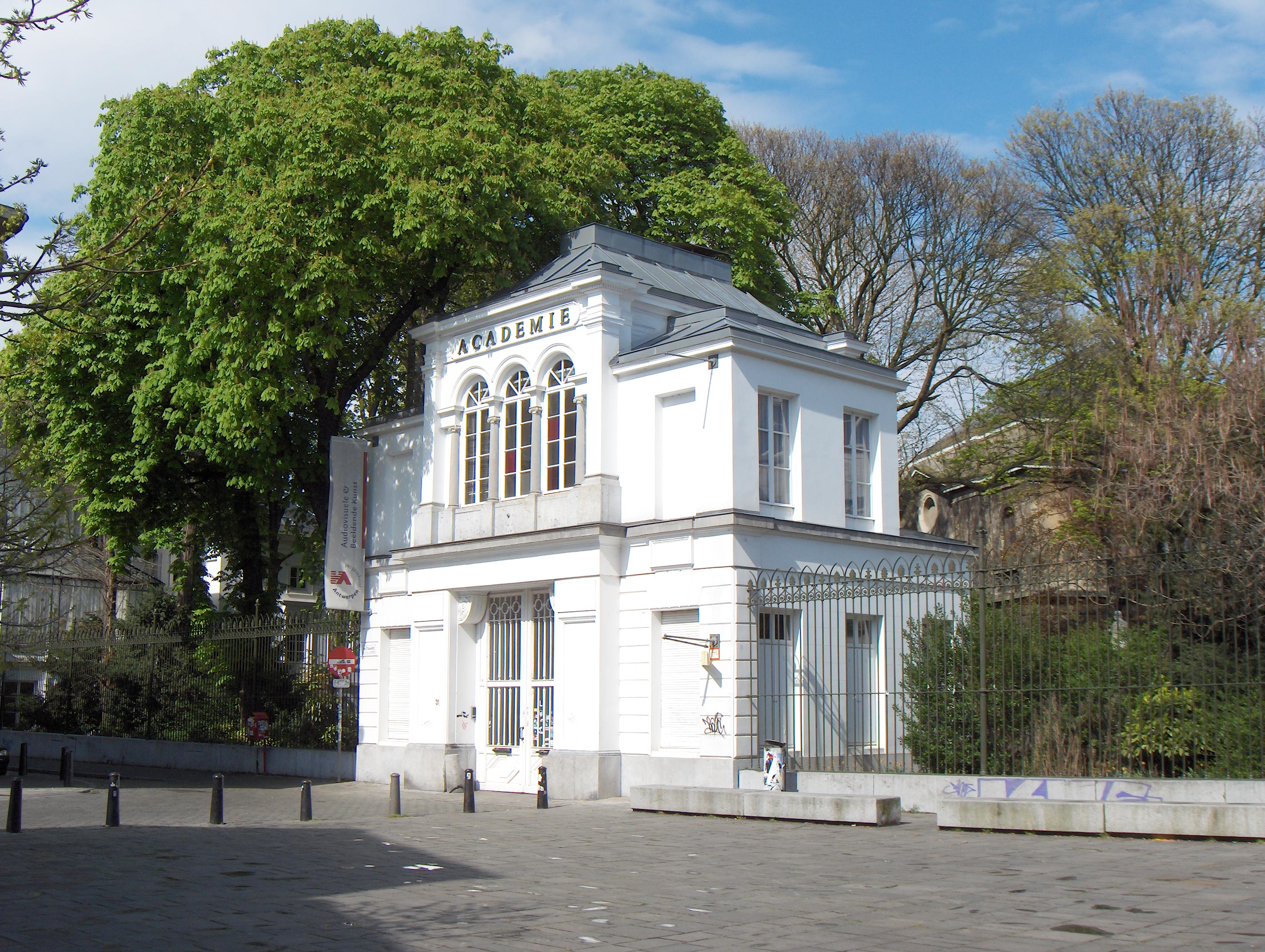
ピエール・ブーラが設計したネオクラシック様式の入口ゲート（1841年～1843年）

アントウェルペン王立芸術学院（アントウェルペンおうりつげいじゅつがくいん、オランダ語: Koninklijke Academie voor Schone Kunsten van Antwerpen）は、ベルギーのアントウェルペンにある美術学校。1663年にDavid Teniersによって創立され、ローマ（1588年）、パリ（1648年）に次いで美術アカデミーの中でも最も古く伝統のある学校の一つで世界有数のデザイナーや芸術家を輩出しているベルギー屈指の名門校。
保存修復科と視覚芸術科が開設されている。視覚芸術科には写真、グラフィックデザイン、ジュエリーデザイン／金工、ファッション、コスチュームデザイン、ファインアートがある。さらにファインアートの中は彫刻、絵画、In Situ (現代表現)、版画のコースに分かれている。

## 歴史

### 設立の経緯
アカデミーの歴史はスペイン領ネーデルラント総督、レオポルト・ヴィルヘルム・フォン・エスターライヒの宮廷画家であったダフィット・テニールス(1610-1690)とテオドア・ボエイヤーマンズ(Theodoor Boeyermans: 1620-1678)らが、1660年代に（1663年に）、総督を通じて、スペイン王、フェリペ4世 に美術学校設立の許可を得て"meet-, bouw- en doorzichtkunde ; eenige grondbeginsels der schilder-, graveer- en beeldhouwkunde, als ook in het teekenen naar levend model"として設立されたことに始まるとされる。アカデミーの運営資金は当初、アントウェルペンの画家組合、聖ルカ組合が負担したが、絵画と彫刻のみの教育を行ったがそれでも最初の数十年間は資金不足で、その活動は断続的に続けられた。財政的に破綻し、1741年からアントウェルペン市が管理するようになり、6人ほどの教員となる芸術家と理事会を作って運営されることになった。

### 19世紀
フランドル地域は、この間。オーストリア（1713年 - 1794年）及びフランス（1794年 - 1815年）の支配を受け、ネーデルラント連合王国となり、1830年にベルギー王国として独立した。アカデミーは19世紀半ばにフスタフ・ワッペルスが教授をしていた時代に、国際的に高い評価を受け、ドイツやイギリス、北欧から学生を集めることになった。

## ファッション学科
いわゆる「ファッション学科専攻」の分野では、世界的な有名な御三家の1つ。他の二つはロンドンのセントラル・セント・マーチンズ・カレッジ・オブ・アート・アンド・デザインとニューヨークのパーソンズ・スクール・オブ・デザイン。
毎年6月の中旬にファッションショーが行われ、各国からファッション関係者やジャーナリストたちが訪れる。
メリー・プライオット (Mary Prijot) がファッション科を創設。1982年よりメリー・プライオットの初期の教え子であったリンダ・ロッパが学科長となる。リンダ・ロッパ退任後は85年からアカデミーで教鞭をとってきたアントワープシックスの1人としても知られるウォルター・ヴァン・ベイレンドンクが学科長に就任している。
ここから輩出された人物たちやベルギーを拠点にするデザイナーなどがアントワープ派と呼ばれることがある。

### 生徒の自殺問題
2018年3月、ファッション学科3年に所属する韓国人の生徒が自殺を図ったことが発覚した。Business of Fashionによると、当該生徒の自殺動機は明らかになっていないものの、アカデミーにおけるカリキュラムの厳しさによる精神的負担や、兵役を控えてたことによるプライベートでの問題などが指摘されている。
アカデミー側は精神学者を含めたカウンセラーによる聞き取り調査を実施している。今年度に新たに着任したJohan Pas（アカデミー学長）は必要な施策を講じるとしているが、一部生徒からは不十分であるとの指摘がある。
アカデミーのカリキュラムは毎年所属生徒の半数が進級できないという過酷なものであり、評価基準も不透明なためしばしば批判に晒されてきたが、Pasは本件を受けて何らかの変化を与える必要があるとしている。
3年の生徒を指導していたのがウォルターヴァンベイレンドンク（ファッション学科長）だったことから責任問題も浮上している。しかしPasはBoFの取材に対し、進退に関しては言及していない。

## 主な卒業生
- ヤン・ファーブル（Jan Fabre）※ファーブル昆虫記で有名なアンリ・ファーブルの曾孫、現代芸術家
- ルク・タイマン（Luc Tuymans）※生存する最も影響力のある画家の１人
- パナマレンコ（Panamarenko）※Henri Van Herwegenのペンネーム、現代芸術家
- ダーク・ビッケンバーグ（Dirk Bikkembergs）
- ダーク・ヴァン・セーン（Dirk Van Saene）
- ドリス・ヴァン・ノッテン（Dries Van Noten）
- マリナ・イー（Marina Yee）
- ウォルター・ヴァン・ベイレンドンク（Walter Van Beirendonck）
- マルタン・マルジェラ（Martin Margiela）
- ラフ・シモンズ（Raf Simons）※リンダ学長に入学する必要はないといわれた逸話がある。ただし、学長の支援でデビュー。
- ヴェロニク・ブランキーノ（Veronique Branquinho）
- アン・ヴァンデヴォルスト（An Vandevorst）
- フィリップ・アリックス（Filip Arickx）
- アンジェロ・フィグス（Angero Figus）
- ステファン・シュナイダー（Stephan Schneider）
- リーヴ・ヴァン・ゴープ（Lieve Van Gorp）
- ウィム・ニールス（Wim Neels）
- カズヨシ・センダ（Kazuyoshi Senda）
- ベルンハルト・ウィルヘルム（Bernhard Willhelm）
- ユルギ・ペルスーン（Jurgi Persoons）
- サラ・コリネン（Sarah Corynen）
- エリオット・ヴァン・アントワープ（Elliot Van Antwerp）
- ハンス・デュ・フォー（HANSE DE FOER）
- アナリス・ブレックマン（Annelies braeckman）
- クリス・ヴァン・アッシュ（Kris van assche）
- デムナ・ヴァザリア (Demna Gvasalia)
- ヘイン・ソ（Hyein Seo）
- 三木勘也
- 福薗英貴
- 瀬尾英樹
- 坂部三樹郎 (Mikio Sakabe)
- 堀内太郎
- 村田明子
- 中里唯馬
- 佐々木拓也(TSTS)
- 宮崎俊平　※2年次に中退